# Preroki islama
Preroki islama

## Definicija
Prerok oz., arabsko Resulullah, je v Islamu človek ki je dobil objavo od Boga preko svojega angela Gabrijela.
Je človek kateremu je bila poslana objava oz., Božja beseda, napotki, nasveti, navodila za določen narod oz., ves svet.
Preroki so objavo od Boga vedno dobivali preko Gabrijela, nekateri pa tudi osebno kot Mojzes, Jezus, Noah, Mohamed itd...
Preroki slonijo po tem, da so bili najboljši oz., najpravičnejši med svojim narodom, zato jih je Bog tudi izbral za tiste, ki bodo ostalim prenašali Njegovo besedo. 

## Pomen prerokov
Muslimanom je eden od imanskih stebrov, stebrov verovanja ta da čvrsto verujejo v obstoj vseh prerokov in v to, da so le oni bili tisti, katere je Bog osebno izbral da bodo bili nad vsemi ostalimi ljudmi, ter v to, da je Bog preko njih pošiljal svoje Knjige oz., besede. 

Za primerjavo pomembnosti tega stebra so našteti še ostali stebri verovanja: 
- Imanski stebri
  1. Verovanje v Enega Boga
  2. Verovanje v angele in nevidna duhovna bitja
  3. Verovanje v vse svete Knjige
  4. Verovanje v preroke
  5. Verovanje v sodni dan
  6. Verovanje, da je vse, kar se dogaja, po Božji volji in odredbi

## Pravila pri uporabi njihovih imen
Pravilo oz., navada je pri muslimanih da kadarkoli se napiše ali izgovarja ime katerega od prerokov, da se zraven zapišejo kratice a.s. ali s.a.w.s., ki se kasneje pri branju izgovarjajo kot (ar.)alejhi selam ali salallahu alejhi we selem, kar pa v prevodu pomeni naj bo mir z (nad) njim. 
 To je kot ena vrsta spoštovanja do prerokov in kot primer se navaja: Isaa a.s., Musa a.s., Muhammed a.s... (Jezus naj bo mir z njim, Mojzes naj bo mir z njim, Mohamed naj bo mir z njim)

## Kdo so bili
Prvi prerok oz. prva oseba ki je veljala za preroka v Islamu je bil tudi prvi človek na zemlji Adam (ar. Adem).

Med ostalimi najbolj znanimi preroki so še:

## Knjige - Objave
Verovanje v svete knjige je za muslimane eden od verskih stebrov. 

Te knjige so objave oz.,Božja beseda, ki so jo sprejemali preroki preko angela Gabrijela in so namenjeni vsem ljudem sveta. Te svete knjige vsebujejo sveto besedo oz., Božjo besedo, ter se sestojijo iz nasvetov, ukazov, primerov, zgodb itd...

Muslimani verujejo v 4 velike knjige (Tevrat, Zebur, Indzil, Kur'an) in pravtako verjamejo da so te knjige Božja objava, ki je bila poslana 4 velikim prerokom (MusaMojzes, DavudDavid, IsaaJezus, MuhammedMohamed). 

## Nadnaravna moč
Nekaterim prerokom skozi zgodovino človeštva je Bog poleg privilegije prerokov da so oni tisti izbrani, dal v pomoč še nekatere nadnaravne moči, s katerimi bi pomagali svojemu narodu oz., jim poskušali tako lažje dokazati da so poslani od Boga. 

Tako sta najbolj znana preroka z nadnaravnimi močmi prav Mojzes a.s. in Jezus a.s., ki jima je Bog daroval moč da sta lahko npr.: oživljala mrtve(Jezus), razdelila morje(Mojzes) itd... 

## Brezmadežno spočetje
V sveti knjigi muslimanov (Koran-u) je med drugim tudi zapisano, tisto kar je Bog preko angela Gabrijela objavljal preroku Mohamedu, da se je eden od prerokov rodil brezmadežno. Ime mu je Isa a.s. oz. Jezus. Da je Bog poslal angela Gabrijela k Mariji (ar. Merjem) in ji rekel da bo rodila sina. Takrat je Bog rekel: Bodi! in Marija je brezmadežno zanosila preroka.

## Mohamed
Mohamed je za muslimane zadnji in največji prerok. Bil je poslan takoj (5 stoletij) za Isa a.s. in velja za zadnjega preroka, kot je sam Bog v Koranu povedal vse do sodnega dne. 

V razliko od ostalih prerokov je Mohamed kot zadnji prerok izbran za preroka celega človeštva in vseh narodov.